# Blast from the Past
Blast from the Past är ett samlingsalbum med Gamma Rays bästa låtar. Skivan släpptes 2000.

## Låtar på albumet

### Disk 1
1. "Welcome"
2. "Lust for Life"
3. "Heaven Can Wait"
4. "Heading for Tomorrow"
5. "Changes"
6. "Rich and Famous"
7. "One With the World"
8. "Dream Healer"
9. "Tribute to the Past"
10. "Last Before the Storm"
11. "Heal Me"

### Disk 2
1. "Rebellion in Dreamland"
2. "Man on a Mission"
3. "Land of the Free"
4. "The Silence"
5. "Beyond the Black Hole"
6. "Somewhere Out in Space"
7. "Valley of the Kings"
8. "Anywhere in the Galaxy"
9. "Send me a Sign"
10. "Armageddon"